# Gracilosphya
Gracilosphya is een kevergeslacht uit de familie van de boktorren (Cerambycidae). De wetenschappelijke naam van het geslacht werd voor het eerst geldig gepubliceerd in 1952 door Dillon & Dillon.

## Soorten
Gracilosphya omvat de volgende soorten:
- Gracilosphya albosetosa (Breuning, 1943)
- Gracilosphya elongata (Breuning, 1943)
- Gracilosphya hebridarum (Breuning, 1943)
- Gracilosphya hirtipennis Dillon & Dillon, 1952
- Gracilosphya similis (Breuning, 1948)
- Gracilosphya trifasciata Dillon & Dillon, 1952
- Gracilosphya uniforme (Breuning, 1943)